# Stefano Palmieri
Pour les articles homonymes, voir Palmieri.
Stefano Palmieri, né le 18 septembre 1964, est un homme d'État saint-marinais, membre de République du futur.

## Biographie
Palmieri est un expert-comptable, marié et père de deux fils.
Membre de l'Alliance populaire, Palmieri est membre du Grand Conseil général à partir de 2006. Il est l'un des fondateurs du Mouvement blanc-azur qui fusionne avec l'AP en 2005. Il appartient au parti République du futur, créé en 2017.
Il est capitaine-régent de Saint-Marin avec Francesco Mussoni du 1er octobre 2009 au 1er avril 2010 et avec Matteo Ciacci du 1er avril au 1er octobre 2018.